# Henri Vogt
Henri Gustave Vogt (1864 – 1927) foi um matemático francês.
Vogt estudou na École normale supérieure e obteve um doutorado em 1889, com a tese Sur les invariants fondamentaux des équations différentielles linéaires du second ordre.. Foi professor e diretor do Instituto de Eletrotécnica da Universidade de Nancy.
Vogt foi um dos editores da edição francesa da Encyklopädie der mathematischen Wissenschaften.

## Obras
- Éléments de mathématiques supérieures à l'usage des physiciens, chimistes et ingénieurs et des élèves de facultés des sciences, Paris: Vuibert 1907
  - Volume 1: Compléments d'algèbre, géométrie analytique, calcul différentiel et intégral, 14. Auflage, Paris: Vuibert 1934
  - Volume 2: Éléments de mathématiques supérieures (mécanique), à l'usage des candidats au certificat de mathématiques générales et des ingénieurs, Paris: Vuibert 1931 (herausgegeben von Paul Mentré)
- Problèmes de mécanique. Solutions des exercices proposés dans les Éléments de mathématiques supérieures. T. 2 : Mécanique, Vuibert 1934 (com Paul Mentré)
- Leçons sur la résolution algébrique des équations (Vorwort Jules Tannery), Paris: Nony 1895